# Толедське королівство
Толедське королівство  (ісп. Reino de Toledo) — середньовічне християнське королівство, частина Кастильської Корони. Постало на завойованій християнами території мусульманської Толедської тайфи.

## Історія
Королівство було утворено 25 травня 1085 року після завоювання у маврів міста Толедо кастильським королем Альфонсо VI. Толедська тайфа була ліквідована, а нове утворення, хоч і називалось «королівством», цілковито залежало від Кастильської Корони. Відвойована територія залишалась предметом боротьби між християнами та мусульманами до битви при Навас-де-Толосі та єврейського погрому 1212 року. Близько семи з половиною століть назва території залишалась незмінною.
20 листопада 1833 року Іспанія провела адміністративну реформу, територію країни було розділено на історичні регіони. Королівство Толедо почало відноситись до Кастилії-ла-Нуеви. На його територіях було утворено провінції Толедо і Сьюдад-Реаль, частина території відійшла до провінцій Куенка, Гвадалахара і Мадрид.